# 美人秘書の秘密
『美人秘書の秘密』（びじんひしょのひみつ）は、1992年から1993年までTBS系「月曜ドラマスペシャル」で放送されたテレビドラマシリーズ。全2回。主演はかたせ梨乃。

## キャスト
第1作『社長室の秘められた愛・謎の事件の裏側に恐るべき執念が…』
- 竹下紀子（小野沢の秘書） - かたせ梨乃
- 小野沢修造（小野沢商事社長） - 夏木陽介
- 藤尾嵩（紀子の同僚） - 田中健
- 富沢一義（バーのマスター） - すまけい
- 香月洋介（紀子の見合い相手） - 五代高之
- 麗子（クラブのママ） - 沢たまき
- 香月洋太郎（洋介の父） - 千波丈太郎
- 山崎左知子（紀子の同僚） - 山村美智子
- 慶田警部 - 江藤漢
- 松岡部長 - エド山口
- 香月沙知子（洋介の母） - 三好美智子
- 香月美和（洋介の妹） - 徳元かずみ
- 香月亜矢（洋介の妹） - 桂木香織
- 栗岡進一（藤尾の後輩） - 坂田雅彦
- 木下秀美 - 佐野アツ子
- 刑事 - 中西治正
- 上前田貴司、立原麻衣、浅川仁美、大木戸真治、青木弘武

第2作『大学キャンパスで講師が謎の死! 直後に届いた一通の手紙… 豊満秘書が事件に迫る!』
- 立花和子（理事長秘書） - かたせ梨乃
- 三好浩行（経済学部助教授） - 神田正輝
- 島崎教授（経済学部長） - 大出俊
- 三好康子（浩行の妻・島崎の娘） - 高島礼子
- 松井教太（経済学部助手） - 安藤一夫
- 永井真（理事長） - 田口計
- 高木道夫（事務長） - 穂積隆信
- 三好まり子（浩行の娘） - 町田有加
- 松井敏子（教太の母） - 野村昭子
- 倉田玄造（裏口入学ブローカー） - 丸岡奨詞
- 黒川勇（フリー記者） - 春田純一
- 藤岡（刑事） - 重久剛一
- 三好ゼミナール学生 - 井上彩名、伊藤隆明、浅川剣介
- 宮本 - 大島蓉子
- 運転手 - 椎名茂
- 記者 - 中西治正、森川数間、浅見誠
- 山根久幸、明石良、徳山盛男、吉田美和、福田郁緒、宮崎小枝子、玉生祐輔

## スタッフ
- 原作 - 夏樹静子
- 脚本 - 江連卓、重森孝子、奈良一弘
- 演出 - 小原宏裕、江崎実生
- 制作 - TBS

## 放送日程
| 話数 | 放送日        | サブタイトル                                                                | 原作             | 脚本              | 演出     |
| ---- | ------------- | --------------------------------------------------------------------------- | ---------------- | ----------------- | -------- |
| 1    | 1992年6月22日 | 社長室の秘められた愛・謎の事件の裏側に恐るべき執念が…                       | 『社長室の秘密』 | 江連卓            | 小原宏裕 |
| 2    | 1993年6月21日 | 大学キャンパスで講師が謎の死! 直後に届いた一通の手紙… 豊満秘書が事件に迫る! |                  | 重森孝子 奈良一弘 | 江崎実生 |